# Virus de la leucèmia felina
El virus de la leucèmia felina (FeLV) és un retrovirus que afecta a gats. Com a retrovirus, utilitza la transcriptasa inversa per transcriure el seu genoma d'ARN a ADN i poder integrar-lo en el genoma de l'hoste, en aquest cas, els leucòcits dels felins. És una causa important de neoplàsia i processos oncogènics en gats tot i que també pot causar anèmia i immunosupressió.
La distribució és mundial i la prevalença global en la població felina està entre el 2% i el 5%. Els gats adults són menys susceptibles al FeLV que els joves, per això la majoria de gats afectats per FeLV són menors de 6 anys i tenen major percentatge de mortalitat. No existeix predisposició segons la raça ni el sexe.
El FeLV es transmet entre gats per contacte a través de la saliva i les secrecions nasals. Existeix una vacuna com a prevenció que s'ha d'administrar abans dels 3 mesos d'edat. El tractament s'enfoca sobretot cap a lluitar contra la immunosupressió que pateixen els animals infectats.

## Estructura del virus
Es va descriure per primer cop el 1964 per W. Jarret en la Universitat de Glasgow, a l'escola de medicina veterinària.
És un virus ARN monocatenari, de simetria icosaèdrica o esfèrica i amb coberta externa, fet que fa que sigui sensible als dissolvents orgànics. Fa uns 115 nm de diámetre. El genoma víric conté un total de 9.600 parells de bases. Presenta els gens característics dels retrovirus: el gen gag (que codifica proteïnes de la coberta i càpside), pol (codifica diferents enzims) i env (que codifica proteïnes de l'embolcall i transmembrana).

## Signes i Símptomes

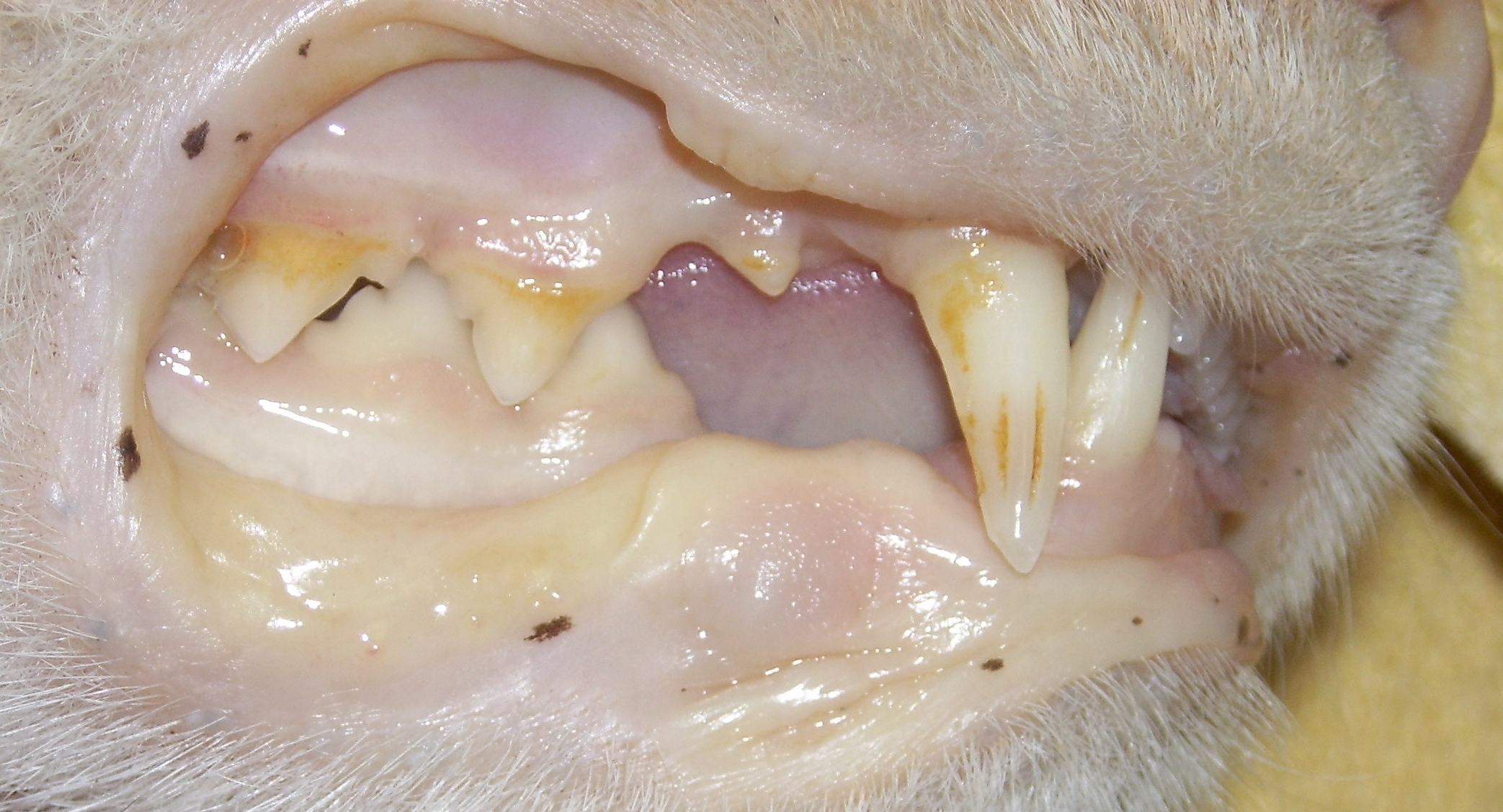
Gat amb FeLV que presenta icterícia (augment de la bilirrubina en sang) causada per anèmia hemolítica

Els signes i símptomes que es poden observar sense la utilització de cap equipament són la pèrdua de gana, deficiències al pelatge, lesions a la pell, fatiga, febre, pèrdua de pes i diarrea.
La Leucèmia Felina es pot presentar com una malaltia neoplàsica o bé no neoplàsica. En el cas que es representi una simptomatologia neoplàsica podrem observar limfosarcomes a diferents localitzacions de l'organisme com per exemple al timus (limfosarcoma tímic), al sistema digestiu (limfosarcoma digestiu) o bé es pot produir a tots els òrgans (limfosarcoma multicèntric). A més es poden produir mielodisplàsies o mielofibrosis.
D'altra banda, si es representa com una malaltia no neoplàsica es poden produir alteracions en trombòcits, anèmies no regeneratives, atrofia del timus i immunodepressió, glomerulonefritis sense expressió clínica, neuroblastoma, osteocondromes o bé trastorns en la reproducció: Infertilitat, avortaments, reabsorció d'embrions o naixement de gats infectats.

## Transmissió
És un virus de transmissió horitzontal per contacte entre gats i no té preferències quant a raça o sexe. Trobem el virus en grans quantitats a la saliva i les secrecions, sent la concentració major aquí que al plasma. Per tant, el virus es transmet sobretot durant l'empolainament social entre diferents individus, per mossegades o per compartir el bol de menjar. També es pot disseminar per les puces, però en menor proporció.
També podem trobar virus, encara que en menor quantitat, a l'orina i les femtes. D'aquesta manera, també es pot contagiar per l'ús compartit de calaixos de sorra. La transmissió també es pot donar de manera vertical entre la mare i les cries, ja sigui abans del part de forma transplacentària com a través de la llet materna.
Els gats virèmics eliminen agents al medi constantment. Els nivells del virus en sang i saliva són iguals tant en gats virèmics sans com en virèmics que pateixen leucèmia o limfoma.
Perquè el virus es dissemini entre gats, cal un contacte directe, proper i prolongat. Ha de ser prolongat, ja que el virus no persisteix a l'ambient durant molt de temps, té una estabilitat molt baixa. Si es manté en condicions d'humitat i a temperatura ambient, sobreviu entre 24 i 48 hores. D'altra banda, el virus es pot eliminar de l'ambient fàcilment amb desinfectants, sabons, calor i sequedat.

## Diagnòstic

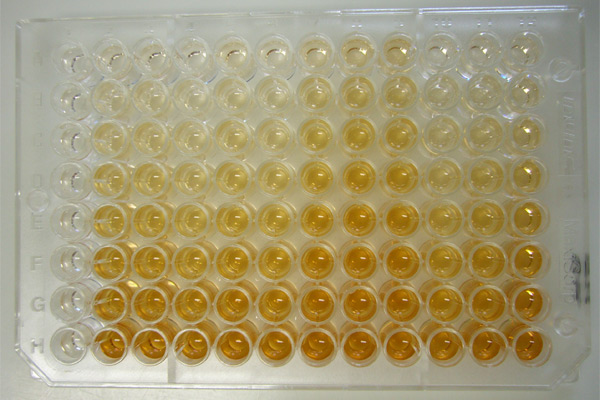
Graella per efectuar la tècnica ELISA

En clínica s'utilitzen les proves ELISA i l'IFD (immunofluorescència directa). Tant la ELISA com la IFD mesuren els antígens del nucli viral i són específics per al virus de la leucèmia. La prova d'ELISA és més sensible que la de l'IFD, però és possible que hi hagi falsos positius. Si les dues tècniques es realitzen de forma apropiada, es pot establir una bona correlació entre ambdues.
El diagnòstic directe per la detecció de la proteïna de la càpsida en fluids orgànics (sèrum, plasma, saliva, llàgrimes) amb la prova ELISA determina antigenèmia. En canvi, la detecció d'aquest mateix antigen en les cèl·lules sanguínies mitjançant la tècnica IFD demostra virèmia.
Per a un correcte diagnòstic, cal realitzar les dues proves per assegurar-nos de la seva correcta classificació en portador immune, virèmic persistent i infectant, latent, recuperat o no exposat.
Si les dues tècniques donen negatiu pot ser perquè no hi ha hagut contacte amb el virus, perquè s'ha recuperat o bé perquè té una infecció latent a la medul·la òssia. En aquest últim cas, seria un fals negatiu, encara que no necessàriament desenvoluparan la malaltia i no són contaminants. Si les dues donen positiu, indica que l'animal és virèmic persistent i infectant. Si la prova ELISA dona positiva i l'IFD dona negativa, indica que és un portador immune que podrà recuperar-se de la infecció (infeccions focals que es mantenen localitzades pel sistema immunitari), i en principi se’l considera infectant a efectes de prevenció.
S'ha de tenir en compte que les tècniques serològiques no tenen interès com diagnòstic atès que els virèmics persistents no tenen anticossos i els vacunats si que els presenten.

## Prevenció
Existeixen vacunes contra el VLFe (ATCvet QI06AA01 i altres vacunes combinades) encara que cap no ofereix una protecció del 100% contra el virus. Existeixen tres tipus de vacunes: les inactivades, les de proteïna recombinada i les de subunitats. Les de subunitats són més eficaces encara que posseeixen un potent adjuvant que pot ocasionar greus efectes secundaris en alguns gats com poden ser sarcomes associats a la vacunació i tumors agressius en el lloc de la injecció. Es recomana només utilitzar-la en gats en risc (amb contacte amb col·lectius o amb gats de sanitat desconeguda). La vacuna s'ha d'administrar al voltant de les 9 setmanes d'edat. Una segona vacuna s'administra entre 3 i 4 setmanes després i cada any s'haurà de fer una dosi de recordatori sempre que el risc d'exposició al virus continuï.
Merial produeix una vacuna recombinant que consisteix en el virus de la verola del canari amb gens gag i env de VLFe. Es creu que és més segura que l'antiga, ja que no necessita adjuvants per a ser eficaç tot i que no s'ha demostrat que redueixi la incidència de sarcomes.
Ja que el VLFe es transmet a través del contacte, el fet de mantenir els gats malalts separats dels sans pot reduir la probabilitat de transmissió. Sempre que s'introdueixi un nou gat del que desconeixem l'estat sanitari amb altres gats sans s'haurà de fer un seguiment de prop pel veterinari per tal de descartar el VLFe.
Una altra manera de prevenir el contagi és mantenir la capsa de sorra del gat lliure d'humitat, és a dir, netejar-la assíduament, ja que el VLFe és molt dèbil i mor a les dues hores en ambients secs. Com que això és poc pràctic es poden utilitzar altres materials que absorbeixin la humitat com el blat de moro.

## Tractament
Consisteix principalment en un tractament simptomàtic, contra les infeccions oportunistes i per la immunosupressió, ja que actualment no hi ha cap tractament que permeti eliminar el virus de l'organisme i arribar a la curació total. Només un 3% dels animals infectats i tractats ha aconseguit eliminar totalment el virus i adquirir immunitat.
És llarg i car, i es recomana especialment quan el gat es troba en un estat general bo, sense anèmia o aprimament.
El tractament consisteix en immunoteràpia, amb immunoestimulants, unit a una teràpia antivírica, que pot utilitzar inhibidors de la transcriptasa inversa (tot i que té gran quantitat d'efectes secundaris i un elevat preu). També s'usen antibiòtics, ja que la immunosupressió que causa el virus fa que els animals afectats tinguin més risc d'infeccions secundàries, i en cas que es donin neoplàsies, quimioteràpia. En animals anèmics es poden portar a terme transfusions.
Es recomana evitar l'ús de corticoides en animals infectats.

### Tractament aprovat a Europa
El Comitè de Medicaments d'Ús Veterinari (CVMP) va aprovar el 2007 el tractament amb Virbagen Omega. Consisteix en una liofilització d'interferó omega recombinant de gat i un dissolvent, en forma de suspensió injectable. S'usa en gats majors de 9 setmanes que es trobin en fases no terminals de la malaltia.
L'interferó omega recombinant estimula el sistema immunitari de l'animal tractat per tal que ataqui al virus. S'ha demostrat que gràcies a aquest tractament, la taxa de mortalitat en gats anèmics amb aquesta malaltia es redueix en un 30%, i en gats no anèmics un 20%. També s'observa una disminució dels signes clínics i millora en la qualitat de vida dels animals.
Aquest tractament no aconsegueix l'eliminació del virus.

## Salut pública
Els virus de la leucèmia existeixen també en primats, aus, rosegadors, bòvids i l'home, però es tracta de virus diferents, específics per cada espècie.
En estudis experimentals s'ha pogut veure que el virus de la leucèmia felina és capaç de créixer en cultius cel·lulars humans. S'han fet estudis molt diversos sobre la possibilitat d'infecció amb virus de la leucèmia felina en humans i no s'ha detectat la presència d'anticossos per aquest virus ni persones amb virèmies causades pel virus de la leucèmia felina.
El motiu pel qual el virus és capaç de créixer en cultius cel·lulars però no pot infectar l'home pot ser l'acció lítica del complement humà. Com que el complement no està actiu en cultius tissulars el virus pot créixer.
Per tant, es considera que el virus de la leucèmia felina no suposa cap risc per la salut humana.